# Средорек (област)
Средорек (на македонска литературна норма: Средорек) е историко-географска област в североизточната част на Северна Македония.

## География
Средорек е продължение на съседната област Жеглигово, като често е смятан и за част от нея. Областта се простира от двете страни на Крива река, преди нейното вливане в Пчиня. Средорек граничи с областите Жеглигово на северозапад, Козячия на север, Славище на североизток, Которлък на юг и кратовските села на изток. В областта влизат селата от югоизточния дял на община Куманово и западния дял на община Кратово.